# STS-51-C
STS-51C  — космічний політ корабля багаторазового використання «Діскавері» у рамках програми «Спейс Шаттл».

## Екіпаж

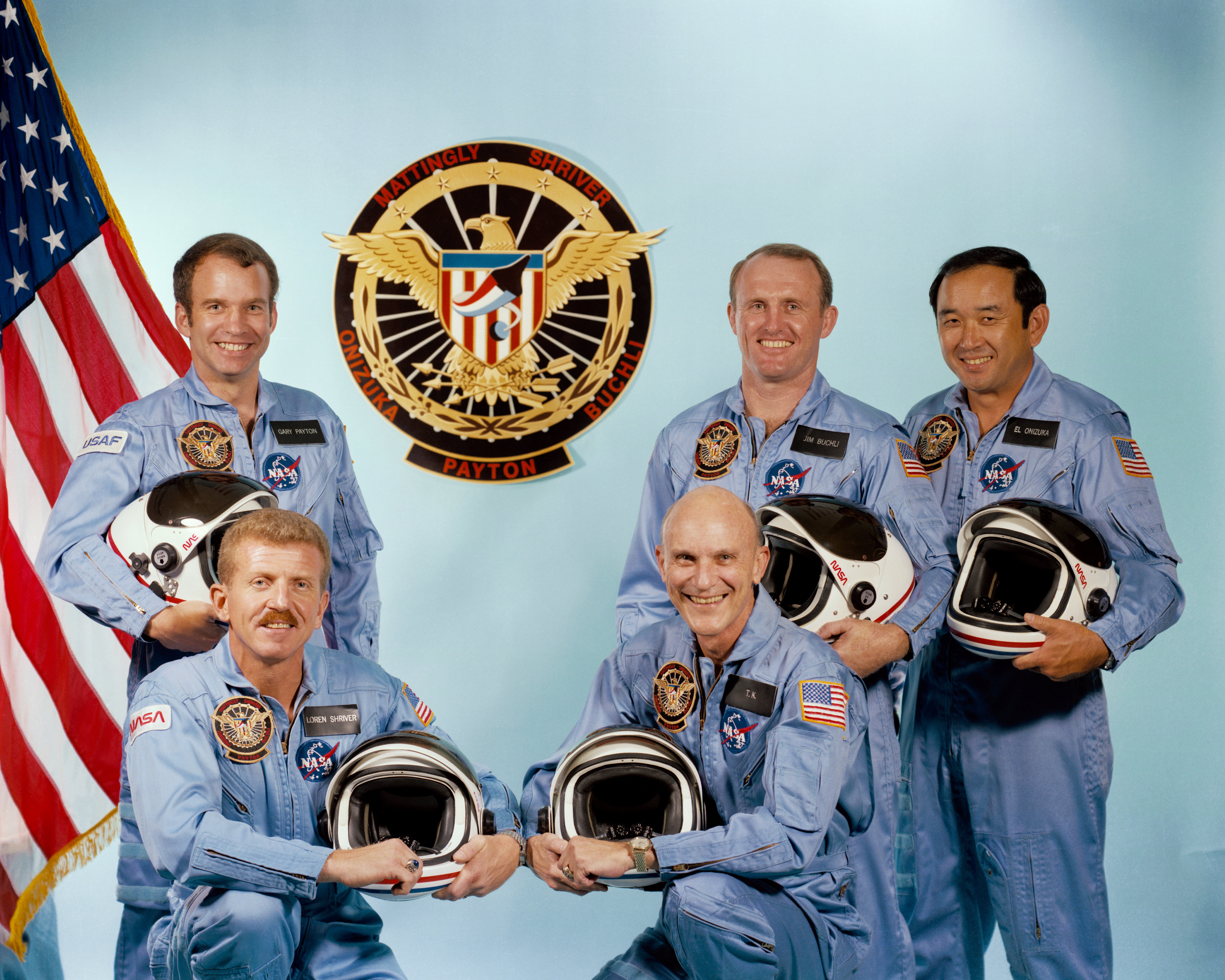
Екіпаж STS-51-C. Позаду, зліва направо: Пейтон, Бачлі, Онідзука; спереду: Шрайвер, Маттінглі

- (НАСА) Томас Маттінглі (3) — командир
- (НАСА) Лорен Шрайвер (1) — пілот
- (НАСА) Онідзука Еллісон (1) — фахівець з програмою польоту 1
- (НАСА) Джеймс Баклі (1) — фахівець з програмою польоту 2
- (НАСА) Гері Пейтон (1) — фахівець з корисного навантаження 1.

## Опис польоту
Політ здійснювався в інтересах Міністерства оборони США.